# Павлуновский, Никита Петрович
Никита Петрович Павлуновский (1892, Курская губерния — 1918, Воронежская губерния) — первый председатель Воронежской губернской ЧК, комиссар Воронежского отделения банка. 
Младший брат И. П. Павлуновского.

## Биография
Родился в 1892 году в Нижнем Реуте (Фатежский уезд Курской губернии).
В 1911 году окончил Курское фельдшерское училище (по другим данным имел профессию бухгалтера). Участник революционного движения с 1906 года. Подвергался неоднократным арестам; был арестован в апреле 1916 года и в октябре осуждён к административной высылке в Воронеж под гласный надзор полиции, где служил в городской больнице. Амнистирован 6 марта 1917 года. После Октябрьской революции активно участвовал в работе Воронежской большевистской организации.  С октября 1917 года — комиссар Воронежского отделения Государственного Банка.
3 июня 1918 года Воронежский губисполком решил: «Организовать Чрезвычайную Комиссию по борьбе с контрреволюцией, спекуляцией и преступностью». В её состав вошли пять человек, председателем был назначен Н. П. Павлуновский.

## Гибель
Погиб в бою с Донской армией атамана П. Н. Краснова, у станции Таловая 20 октября 1918 года, вместе с В. Н. Губановым (1887—1918), возглавляя сформированный им отряд воронежских красноармейцев.

## Память
Именем Н. П. Павлуновского в 1968 году названа одна из улиц в Боровом, микрорайоне Воронежа.